# Scorpio maurus
Espèce
Synonymes
- Buthus testaceus C. L. Koch, 1838
- Heterometrus arabicus Pocock, 1900
- Heterometrus townsendi Pocock, 1900
- Scorpio maurus yemenensis Werner, 1936

Scorpio maurus est une espèce de scorpions de la famille des Scorpionidae.

## Distribution
Cette espèce se rencontre en Afrique du Nord et en Asie de l'Ouest.

## Description

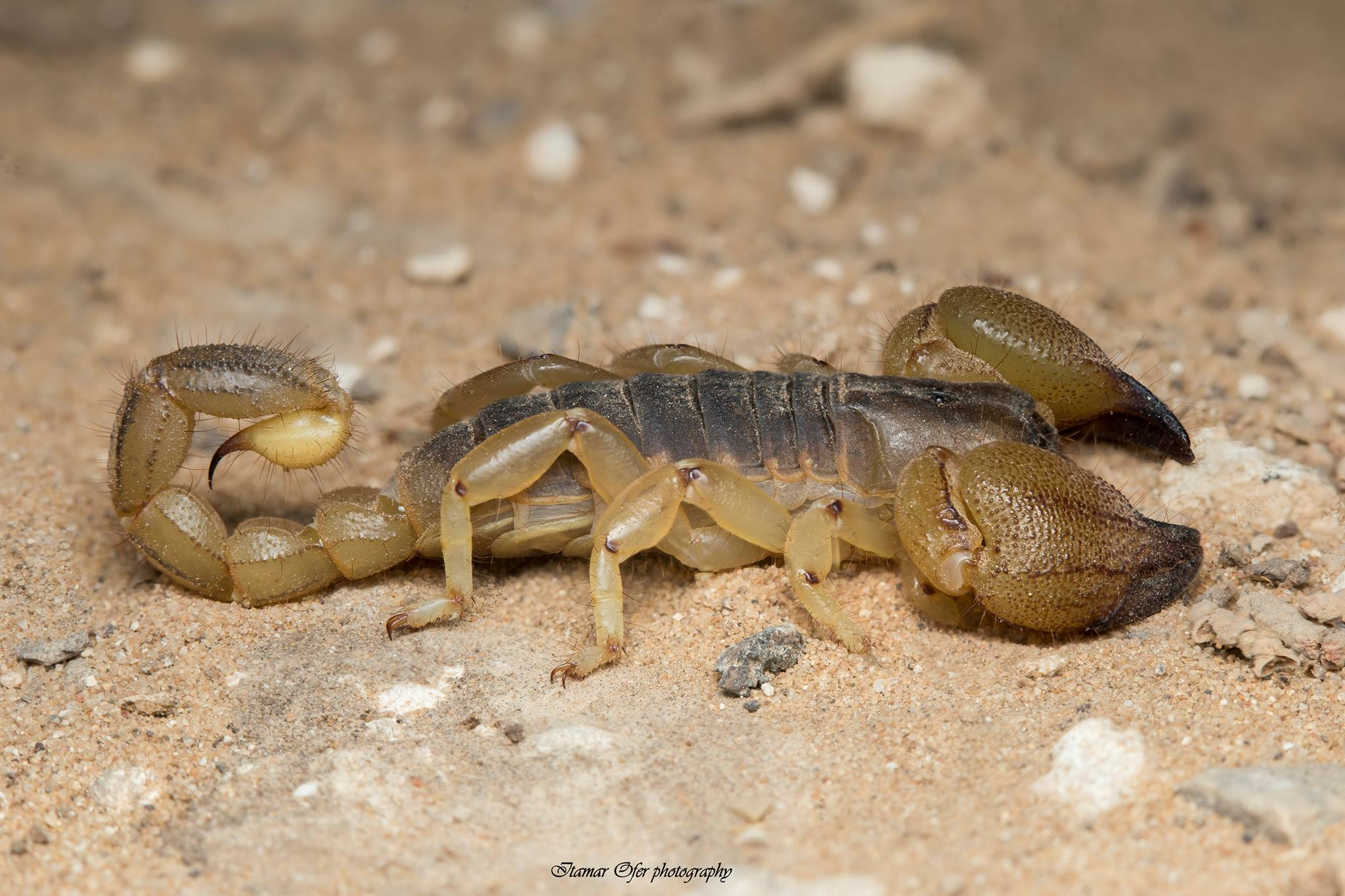
Scorpio maurus

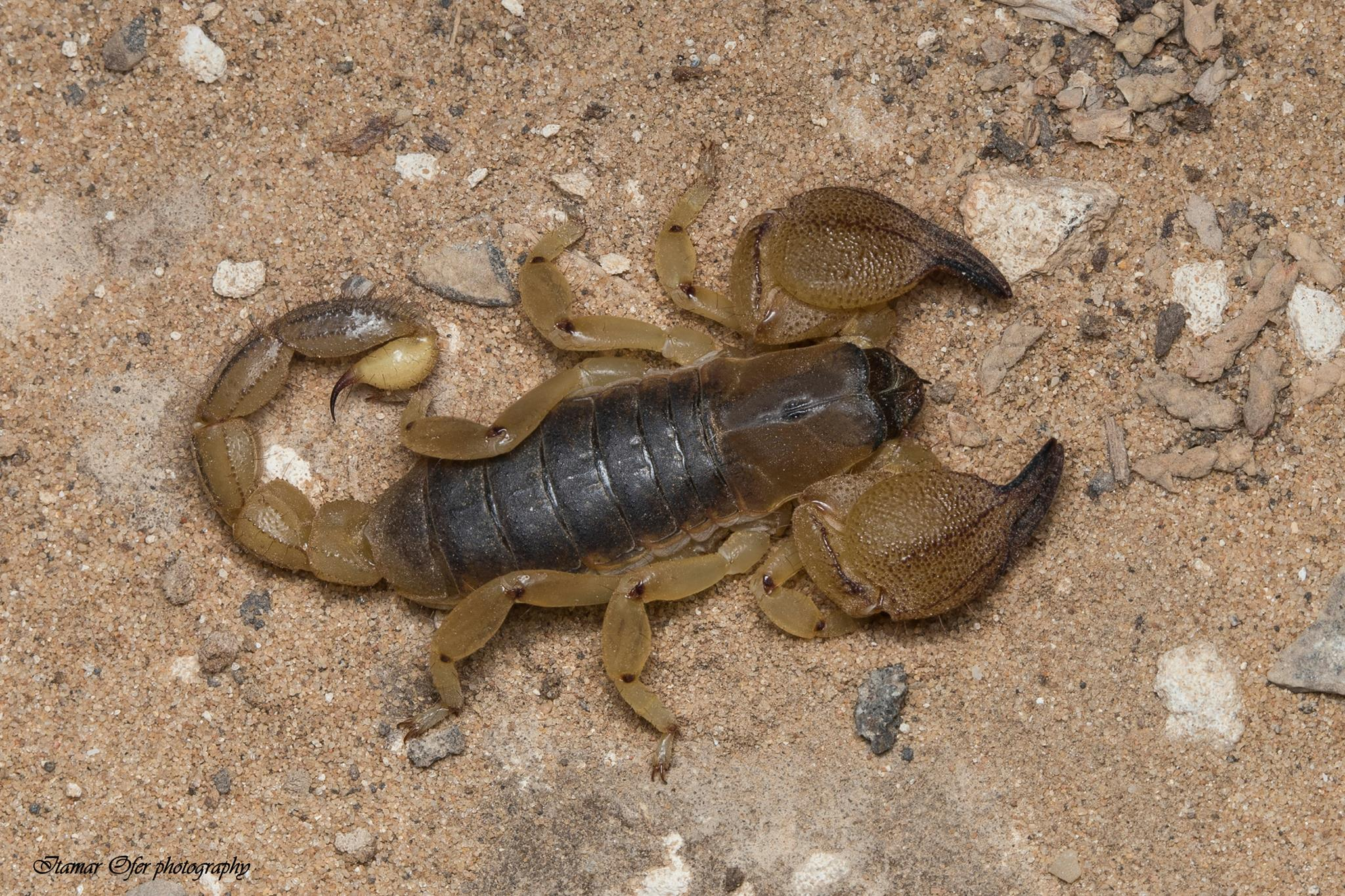
Scorpio maurus

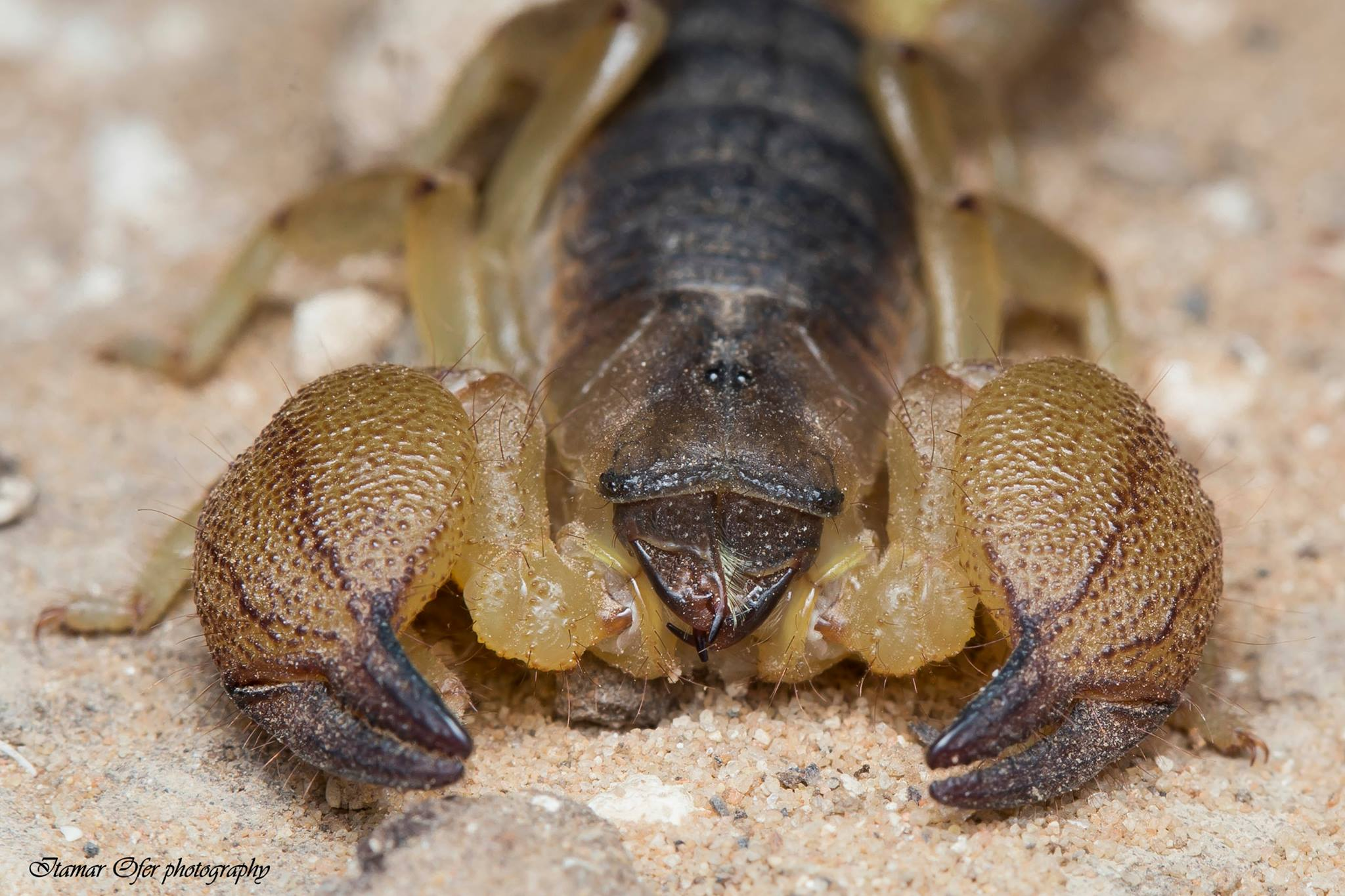
Scorpio maurus

Scorpio maurus mesure de 60 à 80 mm.

## Liste des sous-espèces
Selon The Scorpion Files (15/08/2020) :
- Scorpio maurus arabicus (Pocock, 1900) d'Arabie
- Scorpio maurus behringsi Schenkel, 1949 du Maroc
- Scorpio maurus maurus Linnaeus, 1758 du Maghreb
- Scorpio maurus stemmleri Schenkel, 1949 du Maroc
- Scorpio maurus towsendi (Pocock, 1900) d'Iran

## Systématique et taxinomie
En 2000, 19 sous-espèces étaient reconnues, depuis : cinq restent des sous-espèces (arabicus, behringsi, maurus, stemmleri et towsendi), sept ont été élevées au rang d'espèce par Lourenço en 2009 (birulai, fuliginosus, hesperus, mogadorensis, occidentalis, punicus et weidholzi), quatre ont été élevées au rang d'espèce par Talal et al. en 2015 (fuscus, kruglovi, palmatus et propinquus), une a été placée en synonymie avec arabicus par Kovařík en 2009 (yemenensis), une a été placée en synonymie avec maurus par Kovařík en 2009 puis relevée de synonymie et élevée au rang d'espèce par Ythier et al. en 2024 (trarasensis) et legionis est de statut incertain.

## Publications originales
- Linnaeus, 1758 : Systema naturae per regna tria naturae, secundum classes, ordines, genera, species, cum characteribus, differentiis, synonymis, locis, ed. 10 (texte intégral).
- Pocock, 1900 : « The scorpions of the genus Heterometrus. » The Annals and Magazine of Natural History, sér. 7, vol. 5, p. 362–365 (texte intégral).
- Schenkel, 1949 : « Mitteilungen über Spinnentiere. » Verhandlungen der Naturforschenden Gesellschaft in Basel, vol. 60, p. 186–204.